# Valentin Nowotny

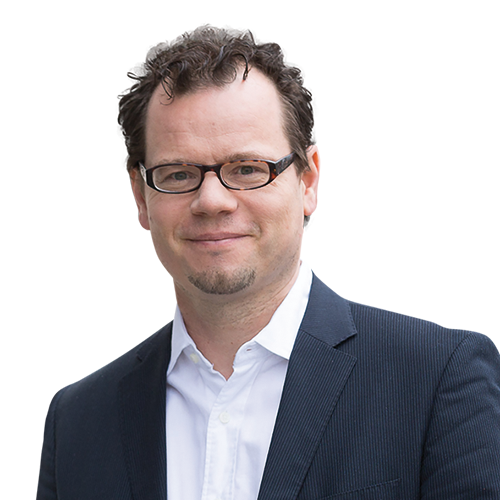
Portraitfoto Valentin Nowotny

Valentin Nowotny (* 1967 in Graz) ist ein österreichischer Diplom-Psychologe, Buchautor und Management-Trainer.
Valentin Nowotny veröffentlicht Fachbücher und -beiträge im Bereich des Managements. Er ist Management-Trainer, Workshop- und Seminarleiter sowie Vortragsredner zu den Themen Agilität, Führung und Verhandlung. Nowotny ist Geschäftsführer eines Beratungsunternehmens.

## Veröffentlichungen (Auswahl)

### Monographien
- Praxiswissen Coaching. Grundlagen, Methoden, Qualitätskriterien und Erfolgsfaktoren, AV Akademiker Verlag, 2. Aufl., Düsseldorf 2012, ISBN 978-3-639-44375-2.
- Die neue Schlagfertigkeit. Schnell, überraschend und sympathisch. Was Sie von Obama, Merkel, Klitschko & Co. lernen können, BusinessVillage Verlag, 3. Aufl., Göttingen 2015, ISBN 978-3-938358-97-9.
- Agile Unternehmen. Nur was sich bewegt kann sich verbessern, BusinessVillage Verlag, 4. Aufl., Göttingen 2018, ISBN 978-3-869-80330-2.
- Agil verhandeln mit Telefon, E-Mail, Video, Chat & Co. Die Toolbox mit Strategien, Verhaltenstipps und Erfolgsfaktoren, Schäffer-Poeschel Verlag, Stuttgart 2017, ISBN 978-3-7910-3823-0.
- Führen mit Telefon, E-Mail, Video, Chat & Co. Der richtige Medieneinsatz in der agilen Managementpraxis, Schäffer-Poeschel Verlag, Stuttgart 2019, ISBN 978-3-7910-4458-3.

### Mitautorenschaft
- mit Christiane Tantau: Erfolgreich Trainings und Seminare gestalten. Methoden und Strategien für einen nachhaltigen Lerntransfer in die Praxis, Cornelsen Verlag, Berlin 2012, ISBN 978-3-589-24099-9.
- mit Christiane Tantau: Erfolgreich Trainings und Seminare planen. Bedarf ermitteln, grundlegende Trainingskonzepte, systematische Auswertung, Cornelsen Verlag, Berlin 2013, ISBN 978-3-589-24103-3.
- mit Marko Lasnia: Agile Evolution. Eine Anleitung zur agilen Transformation, BusinessVillage Verlag, Göttingen 2018, ISBN 978-3-86980-411-8.

| Personendaten    | Personendaten                                        |
| ---------------- | ---------------------------------------------------- |
| NAME             | Nowotny, Valentin                                    |
| KURZBESCHREIBUNG | österreichischer Sachbuchautor und Managementtrainer |
| GEBURTSDATUM     | 1967                                                 |
| GEBURTSORT       | Graz                                                 |